# Clóvis
Clóvis I (Tournai, c. 466 – Paris, 27 de novembro de 511) foi o primeiro rei dos Francos a unir todas as tribos francas sob um único governante, alterando a forma de liderança de um grupo de chefes tribais para um governo de um único rei e assegurando que o reinado era passado para os seus herdeiros. Ele é considerado o fundador da França (que seu estado lembra geograficamente aquando de sua morte) e da Dinastia merovíngia que governou os Francos durante os dois séculos seguintes. Foi ainda o primeiro bárbaro a se tornar católico após a queda do Império Romano do Ocidente.
Clovis era filho de Quilderico I, um rei merovíngio dos francos sálios, uma das várias tribos francas que ocupava a região a oeste do baixo Reno, com centro em torno de Tournai e Cambrai, ao longo da moderna fronteira entre a França e a Bélgica, numa área conhecida como Toxândria, e de Basina da Turíngia, e sucedeu a seu pai em 481, com a idade de quinze anos. Ele conquistou o resto da trindade-tampão (Reino de Soissons) do Império Romano do Ocidente na Batalha de Soissons (486), e por sua morte, em 511, ele havia conquistado grande parte das regiões norte e oeste do que tinha sido anteriormente a Gália Romana. Ele conquistou as outras tribos francas vizinhas e se estabeleceu como único rei antes de sua morte.
Clóvis é uma figura central na historiografia francesa, sendo lembrado como "o primeiro rei do que se tornaria a França". Seu nome, de origem germânica, é formado pelos elementos hlod (fama) e wig (combate) e deu origem ao nome francês Luís (Louis), adotado por 18 reis da França.
Converteu-se ao catolicismo, em oposição ao arianismo comum entre os povos germânicos, influenciado por sua esposa, Clotilde da Borgonha. Esse ato teve enorme importância na história europeia, fortalecendo a aliança entre a monarquia franca e a Igreja Católica.

### A evangelização no Baixo Império

Cúpula do baptistério dos Arianos de Ravena. No centro da cúpula, Cristo se faz batizar por João Batista no Jordão. Ele é representado ao lado de um espírito das águas para mostrar que ele não é totalmente humano.

## Rei cristão

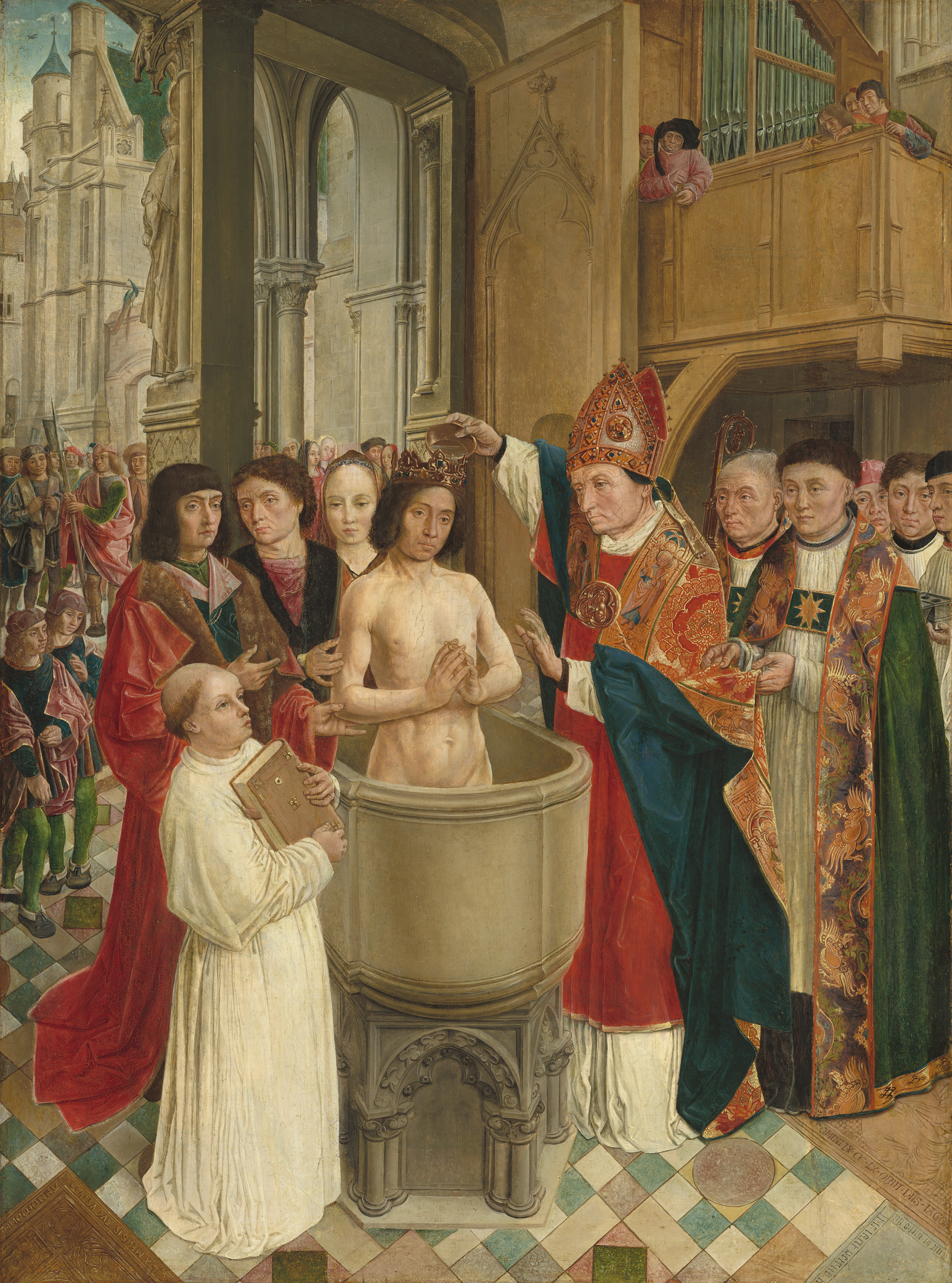
O batismo de Clóvis, por São Remígio

## Sucessão

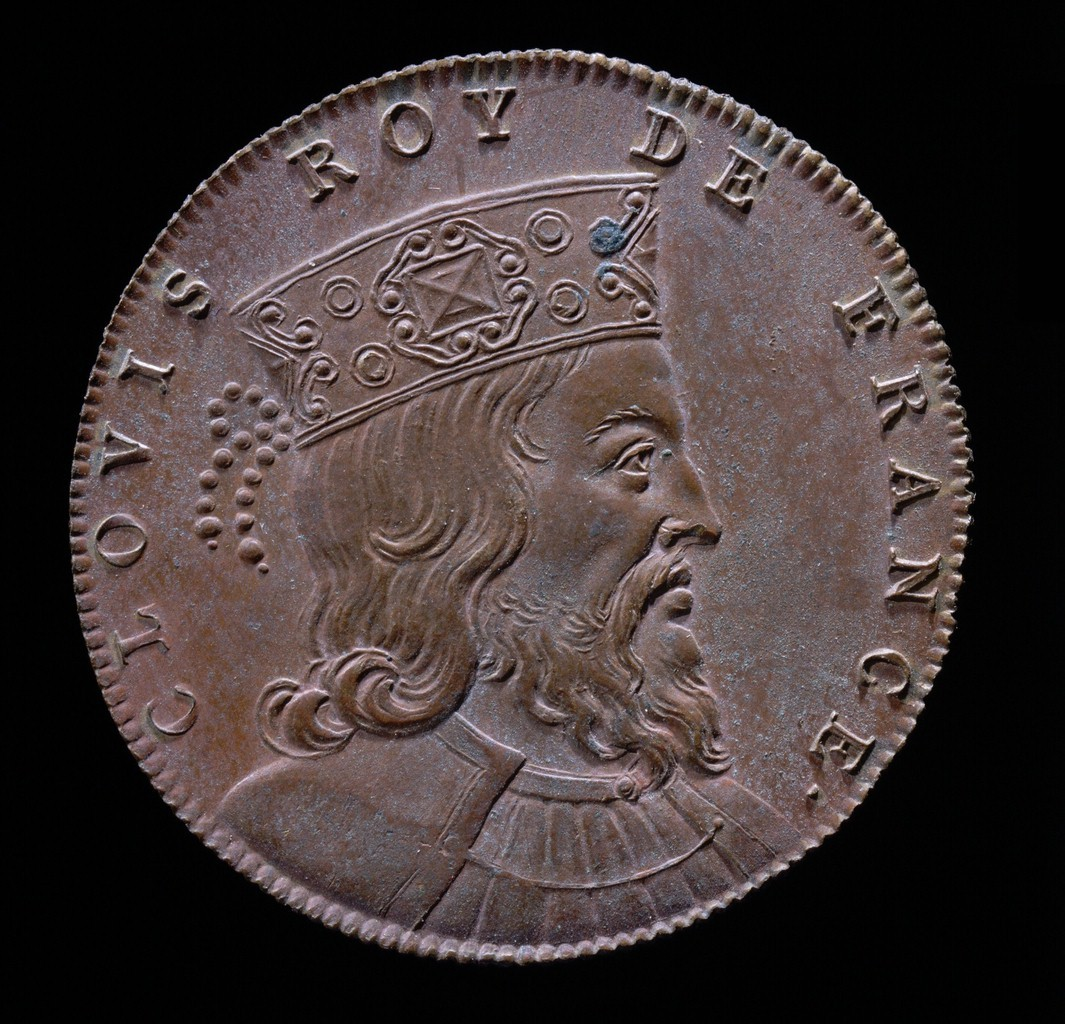
Moeda não-contemporânea com legenda no verso "CLOVIS ROY DE FRANCE."

## Legado

Gália na morte de Clóvis

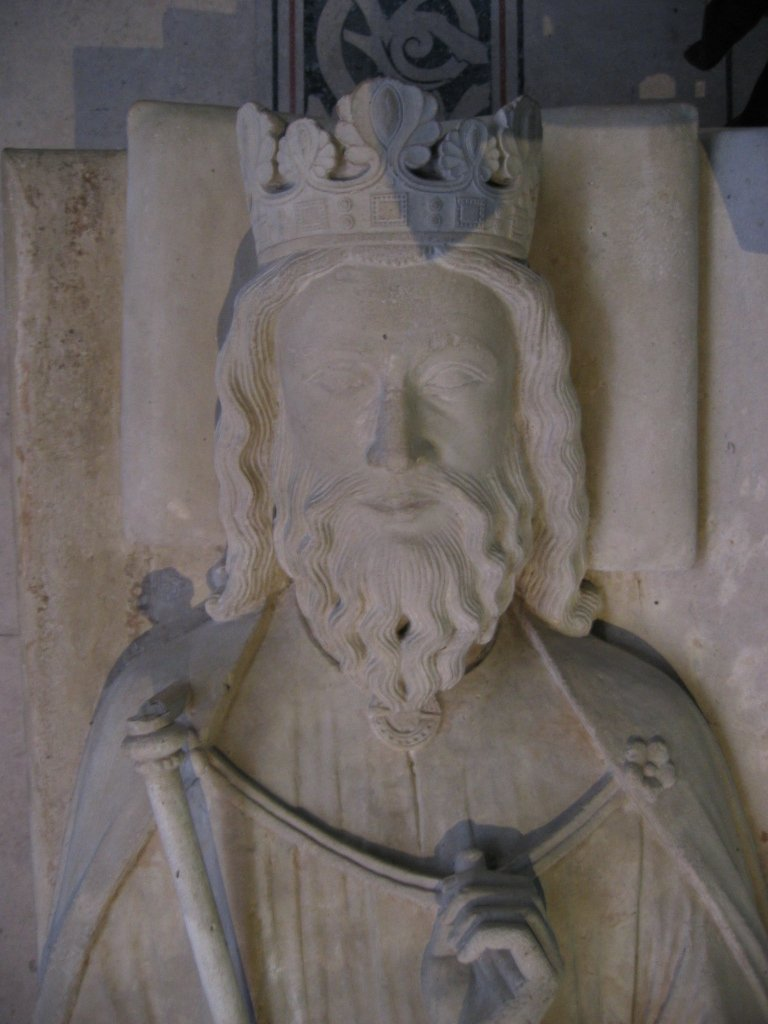
Tumba de Clóvis I na Basílica de Saint-Denis